# Ромео и Јулија
Ромео и Јулија (енгл. Romeo and Juliet), у ранијим преводима Ромео и Ђулијета (итал. Romeo e Giulietta) је трагедија коју је написао Вилијам Шекспир на почетку своје каријере о романси између двоје младих из завађених породица. Била је међу Шекспировим најпопуларнијим комадима током његовог живота и, уз Хамлета, једна је од његових најчешће извођених. Данас се насловни ликови сматрају архетипским младим љубавницима.
Ромео и Јулија припадају традицији трагичних романса која сеже до антике. Радња је заснована на италијанској причи коју је написао Матео Бандело и преведен у стихове као Трагична историја Ромеуса и Јулије од Артура Брука 1562. и поново испричан у прози у Палати ужитка од стране Вилијама Пејнтера 1567. Шекспир је у великој мери позајмио од оба, али је проширио радњу развијајући низ споредних ликова, посебно Меркуција и Париза. За коју се верује да је написана између 1591. и 1595. године, драма је први пут објављена у кварто верзији 1597. Међутим, текст прве кварто верзије је био лошег квалитета, а каснија издања су кориговала текст да би се више ускладила са Шекспировим оригиналом.
Шекспирова употреба поетске драмске структуре (укључујући ефекте као што је пребацивање између комедије и трагедије да би се појачала напетост, проширење споредних ликова и бројне подзаплете за улепшавање приче) хваљена је као рани знак његове драмске вештине. Представа различитим ликовима приписује различите поетске форме, понекад мењајући форму како се лик развија. Ромео, на пример, постаје све вештији у сонету током драме.
Ромео и Јулија је више пута адаптирана за сценске, филмске, музичке и оперске просторе. Током енглеске рестаурације, оживео га је и у великој мери ревидирао Вилијам Давенант. Верзија Дејвида Гарика из 18. века такође је модификовала неколико сцена, уклањајући материјал који се тада сматрао непристојним, а Ромео и Јулија Георга Бенде је изоставио већи део радње и користио срећан крај. Представе у 19. веку, укључујући Шарлот Кушман, вратиле су оригинални текст и фокусирале се на већи реализам. Верзија Џона Гилгуда из 1935. била је веома блиска Шекспировом тексту и користила је елизабетанске костиме и инсценацију како би побољшала драму. У 20. и 21. веку, представа је адаптирана за филм у различитим верзијама као што су Ромео и Јулија Џорџа Кјукора (1936), Ромео и Јулија Франка Зефирелија (1968), Ромео + Јулија База Лурмана (1996) и Ромео и Јулија Карла Карлејева (2013).

## Радња
Представа, смештена у Верони, у Италији, почиње уличном тучом између слугу Монтагија и Капулета који су, као и господари којима служе, заклети непријатељи. Кнез Ескалус од Вероне интервенише и изјављује да ће даље кршење мира бити кажњено смрћу. Касније, гроф Парис разговара са Капулетом о венчању са његовом ћерком Јулијом, али Капулет тражи од Париса да сачека још две године и позива га да присуствује планираном балу. Госпођа Капулет и Јулијина дадиља покушавају да убеде Јулију да прихвати Парисово удварање.
У међувремену, Бенволио разговара са својим рођаком Ромеом, Монтагијевим сином, о Ромеовој недавној депресији. Бенволио открива да је то последица неузвраћене љубави према девојци по имену Розалина, једној од Капулетових нећакиња. Убеђен од Бенволија и Меркуција, Ромео долази на бал, који се одиграва у кући Капулета, у нади да ће упознати Розалину. Међутим, Ромео уместо тога упознаје Јулију и заљубљује се у њу. Јулијин рођак Тибалт је бесан на Ромеа што се ушуњао на бал, али га Јулијин отац спречава да убије Ромеа, који не жели да пролије крв у његовој кући. Након бала, у ономе што је сада познато као „сцена на балкону“, Ромео се ушуња у воћњак Капулета и чује Јулију на њеном прозору како му се заклиње у љубав упркос мржњи њене породице према Монтагијима. Ромео јој се даје до знања и они пристају да се венчају. Уз помоћ монаха Лаврентија, који се нада да ће помирити две породице кроз заједницу њихове деце, они се тајно венчавају следећег дана.
У међувремену, Тибалт, још увек љут што се Ромео ушуњао на бал, изазива га на дуел. Ромео, који сада сматра Тибалта својим рођаком, одбија да се бори. Меркуцио је увређен Тибалтовом дрскошћу, као и Ромеовим „подлим покоравањем“, и прихвата дуел у Ромеово име. Меркуцио је смртно рањен када Ромео покушава да прекине борбу, и објављује клетву на обе куће пре него што умре. („Куга на обе ваше куће!“) Ожалошћен и измучен кривицом, Ромео се суочава и убија Тибалта.
Монтагији тврде да је Ромео праведно погубио Тибалта за убиство Меркуција. Принц, који је сада изгубио рођака у свађи зараћених породица, прогна Ромеа из Вероне, под казном смрти ако се икада врати. Ромео тајно проводи ноћ у Јулијетиној одаји, где конзумирају свој брак. Капулет, погрешно тумачећи Јулијину тугу, пристаје да је уда за грофа Париса и прети да ће је се одрећи када одбије да постане Парисова „радосна невеста“. Када се затим замоли за одлагање брака, мајка је одбацује.
Јулија посећује монаха Лаврентија за помоћ, а он јој нуди напитак који ће је ставити у смртоносну кому или каталепсију на „два и четрдесет сати“. Фратар обећава да ће послати гласника да обавести Ромеа о плану како би јој се могао поново придружити када се пробуди. Ноћ пре венчања она узима отров и, када је други откривају и сматрају да је мртва, она остаје да лежи у породичној крипти.
Гласник, међутим, не стиже до Ромеа и уместо тога Ромео сазнаје за Јулијину привидну смрт од свог слуге Балтазара. Сломљеног срца, Ромео купује отров од апотекара и одлази у крипту. Он се сусреће са Парисом који је дошао да приватно оплакује Јулију. Верујући да је Ромео вандал, Парис се суочава са њим и, у бици која је уследила, Ромео убија Париса. Он стиже до Јулије и, верујући да је мртва, он пије отров. Јулија се тада буди и открива да је Ромео мртав. Она ће се затим убости његовим бодежом и придружити му се у смрти. Завађене породице и принц се састају код гробнице да пронађу сву тројицу мртвих. Монах Лаврентије препричава причу о двоје „укрштених љубавника“, испуњавајући клетву на коју се заклео Меркуцио. Породице су помирене због смрти своје деце и пристају да прекину насилну свађу. Представа се завршава елегијом за заљубљене: „Тужније приче да л' икад свет доби / Од Јулије и Ромеове коби!.“

## Ликови
| Владарска лоза Вероне - Кнез Ескалус је владар Вероне - Гроф Парис је кнежев рођак који жели да се ожени Јулијом - Меркуцио је такође кнежев рођак и Ромеов пријатељ Породица Капулет - Капулет је старешина породице Капулет - Капулетова жена је матријарх породице Капулет - Јулија је ћерка Капулета и главни женски лик - Тибалдо је нећак госпође Капулет и Јулијин рођак - Дадиља је Јулијина помоћница и служавка - Розалина је капулетова нећака и с почетка Ромеова љубав - Петар, Самсон и Грегорије су слуге Капулета | Породица Монтеки - Монтеки је старешина породице Монтеки - Монтекијева жена је матријарх породице Монтеки - Ромео је Монтагијев син и главни мушки лик - Бонволио је Ромеов рођак и најбољи пријатељ - Аврам и Валтазар су слуге Монтекијевих Остали - Отац Лаврентије је редовник фрањевачког реда - Отац Јован носи Ромеу писмо од Лаврентија - Апотекар продаје отров Ромеу - Хор пева прологе првог и другог чина |

## Инспирација
Легенда о несрећним љубавницима из Вероне датира много раније од ове трагедије. Ромео и Јулија долази из традиције трагичних љубавних прича које датирају из антике. Једна од њих је прича Пирам и Тизба, из Овидијевих Метаморфоза, која садржи паралеле са Шекспировом причом: родитељи љубавника презиру једни друге, а Пирам лажно верује да је његова љубавница Тизба мртва. Ефезијака Ксенофонта Ефеског, написана у 3. веку, такође садржи неколико сличности са представом, укључујући раздвајање љубавника и напитак који изазива смртни сан.
Данте Алигијери у свом делу Божанствена комедија, у шестом певању током проласка кроз чистилиште, помиње Монтекије и Капулете у тугу утонуле. Сем њега, Ђироламо дела Корте у својој Историји Вероне штампаној у периоду од 1594. и 1596. износи причу о несрећним љубавницима као историјски догађај који се десио тачно године 1303. Ипак, постоје сумње да је прича измишљена, јер још Ксенофонт из Ефеса помиње девојку која се нежељеног венчања ослобађа успављујућим напитком.
Када су у питању књижевност и историја средњег и новог века, први извор који помиње причу сличну оној о Ромеу и Јулији јесте новела о Мариоту и Ђаноци, коју је 1476. у Напуљу објавио Масучо Салернитано. Следећи је Луиђи да Порто, који је око 1530. у Венецији издао Историју двоје племенитих љубавника. Књига је заснована на Масучовој новели, с тим што су љубавници преименовани из Мариото и Ђаноца (итал. Mariotto e Gianozza) у Ромео и Ђулијета (итал. Romeo e Giulietta). Да Портова књига је са сигурношћу главни извор проширивања ове приче по остатку Европе. Доживела је неколико обрада, док је главни извор за Шекспиров рад била поема Трагична историја Ромеуса и Џулијет (енгл. The Tragical History of Romeus and Juliet), чији је аутор Артур Брук.
Сем ње, од других прерађених верзија, са извесним одступањима од првобитне радње у појединостима, битна за формирање коначног развитка фабуле у Шекспировом делу јесте она коју је 1554. у Луки објавио Матео Бандело. Матеову верзију новеле Луиђија да Порта на француски језик је превео Пјер Боато године 1559. и притом додао епизоду са апотекаром који Ромеу продаје отров и завршну сцену. У тој верзији први пут љубавници умиру од отрова и бодежа, док је у дотадашњим верзијама узрок смрти била искључиво туга. Уз поему Артура Брука, Шекспир се користио и прозном историјом Вилијама Пејнтера издатом 1567, а названом Ромео и Џулијет.
Што се тиче појединости које је сам Шекспир унео у дело, индивидуализовани су Меркуцио и дојкиња, у дотадашњим верзијама само наговештени, Тибалдо је доведен на гозбу код Капулета, а Парис на гробље. Радња која траје четири-пет месеци сведена је на пет дана. У Бруковој поеми, дојкиња је прогнана јер је прикрила Јулијину удају, апотекар обешен, а Лаврентије прогнан у испосницу у предграђу, где је умро пет година касније. Шекспир овај епилог искључује. Још једна измена је та да је главни лик Јулија подмлађена са 16 на 14 година. За ову измену сматра се да је грешка настала тако што је латински број XVI (10-5-1; 16) случајно измењен у XIV (10-1-5; 14). Остатак чини давање драмског облика и поетског украса.

## Штампање
Шекспир је трагедију Ромео и Јулија написао у првог раздобљу свог стваралаштва. Прво кварто-издање (Q1) штампано је 1597, док је друго (Q2) изашло 1599. Оно је за једну четвртину веће од првог (3.077 према 2.232 реда). Међутим, у овај проширени тест унесене су разне грешке — случајна и намерна преиначења саме радње, грешке у слогу, правопису и остало. Савремена верзија ове Шекспирове трагедије обједињује пробно „Q1“ и прерађено и дорађено издање „Q2“.
Комад је први пут изведен 1596. или 1597. године, а написан већ 1591. Да несумњиво припада једном од првих Вилијамових дела сведочи унутрашња анализа. Лирски карактер приказује прелазак стваралаштва из лирике у драму. Дело је пуно римованих стихова, дистиха и дијалога у катренима и сестинама, игре речима, песничких украса, лирских одломака, сонета. То показује Шекспирово експериментисање са разним облицима поетског казивања и блискост хуманистичким поемама. Због тога се сматра да су сва даља издања — 1609. (Q3), 1622. (Q4), 1637. (Q5), 1623. (F1), 1632. (F2), 1664. (F3), 1685. (F4) — базирана на „Q2“.
Први превод овог дела на српски језик начинио је књижевник и драмски писац Лаза Костић. Позоришни комад Ромео и Ђулијета од аутора Виљема Шекспира први пут је изведен 1875. у Новом Саду, где је и штампана књига следеће, 1876. године. Међутим, у новијим преводима, име аутора кориговано је у Вилијам (или Вилијем), док је Ђулијетино италијанско име посрбљено у Јулија.

## Галерија
- Ромео и Јулија, трагедија Вилијама Шекспира у режији Предрага Штрпца, Српско народно позориште, Нови Сад, 2005/2006. Фотографије су део фото збирке СНП-а.